# Carta de Logu

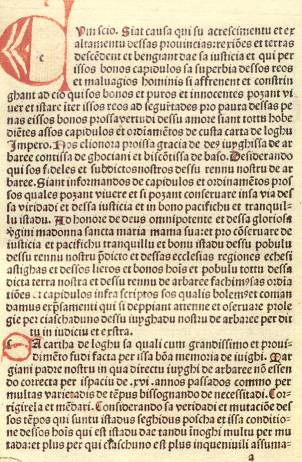
Primera pàgina de la Carta de Logu

La Carta de Logu és el recull de lleis de dret civil i penal del jutjat o logu d'Arborea. És una de les col·leccions de lleis més antigues d'Europa. Les lleis són de clar caire lliberal i demòcrata, i demostren que la societat d'Arborea adquirí una fisonomia social i política molt avançada. Reconeixia als sards la legitimitat a ser persones lliures. La Carta de Logu restà vigent en el Regne de Sardenya més de quatre segles, fins a la implantació del Codice Feliciano el 16 d'abril de 1827. Les seves normes sobrevisqueren durant 435 anys, temps més que suficient per a marcar amb una profunda empremta la vida política, comercial, social i cultural del poble sard.

Jutjats de Sardenya.

La Carta de Logu –que no porta data–, promulgada per Elionor d'Arborea, és l'esmena d'un altre homònim, publicat l'any 1376 per Marià IV poc abans de morir amb el nom de Codice Rurale i Carta de Goceano. La Carta de Logu promulgada per Elionor fou confirmada per la Corona d'Aragó per d'Alfons IV el 1421 i regí Sardenya fins a l'establiment del codi savoià, el 1827.

La Carta de Logu, és una col·lecció de 198 capítols. A la part civil i penal de la Carta de Logu, que va del capítol 1 al 132, la segueixen els 65/66 capítols del Codi Rural de Marià IV. En el pròleg, la reina-regent Eleonora d'Arborea deixa escrit:
| « | Que les províncies, les regions i les terres del regne s'inclinin i se sotmetin a la justícia, i que, pels bons articles de la llei, sigui frenada i reprimida la supèrbia dels culpables i els malvats, i que els purs i els innocents puguin viure tranquils i segurs dels culpables pel temor que ells tenen de les penes, i que les mateixes bones persones siguin obedients als capítols i a les ordenances d'aquesta Carta de Logu en virtut de la inclinació a l'estat, Eleonora, per gràcia de Déu "juighissa" d'Arborea, comtessa del Gocèano i vescomtessa de Bas, desitjant que els vassalls i els súbdits del nostre Regne d'Arborea siguin informats dels capítols i ordenances gràcies als quals puguin viure i mantenir-se en el camí de la veritat i la justícia [...], fem les ordenances i els capítols infrascrits que volem i manem expressament que siguin respectats i observats per cada persona d'aquest "Juigadu", el nostre d'Arborea. | » |

Cadascun dels 198 capítols s'inicia amb la fórmula sancionadora del tipus: Ordinamus et statuimus. La norma és dictada amb claredat i brevetat, els capítols estan agrupats en 10 parts o seccions:

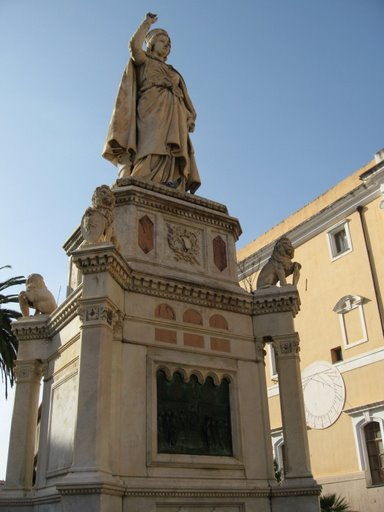
Estàtua dedicada a Elionor d'Arborea a Oristà.

- I (sense títol) Delictes de lesions, homicidis, ferits i bandolerisme.
- II Robatoris i maleficis.
- III Incendis.
- IV Baralles.
- V Caça.
- VI Cuirs.
- VII Guàrdia dels pinsos.
- VIII Sous.
- IX Vinyes, pinso i horts.
- X Sòcites, matances de bestiar, termes i injúries.

La carta és consagrada definitivament en el Parlament el 1421, després de les victòries catalanes a tot Sardenya que provocarien la fi del Regne d'Arborea, Alfons el Magnànim va aprovar-ne l'aplicació en tot el territori feu del Regne de Sardenya. Les ciutats reials de Càller, Esglésies, Bosa, l'Alguer, Sàsser i Castellsard tingueren estatuts especials.
La Carta està redactada en sardoarborès, una llengua que, a través de les adquisicions territorials, anava madurant-se al mateix temps que les altres peculiaritats nacionals del jutjat, i que es distingia de les variants logudoresa, gal·luresa i campidanesa, que anaven perdent l'àrea de parla.
Malgrat que l'edició original se'n perdé, ens han arribat 9 edicions impreses que provenen de dos arquetips, el logudorese i el campidanese.
Hi ha un manuscrit de paper de la Carta de Logu, conservat a la Biblioteca Universitària de Càller; des del punt de vista paleogràfic, es tracta d'un esborrany quatrecentista, mutilat, escrit al voltant dels anys 1480/85, potser per dos religiosos de la Catedral d'Esglésies o d'Oristà.